# Scatophila grisescens
Scatophila grisescens är en tvåvingeart som beskrevs av Frey 1915. Scatophila grisescens ingår i släktet Scatophila och familjen vattenflugor. Inga underarter finns listade i Catalogue of Life.